# Українсько-ізраїльські відносини

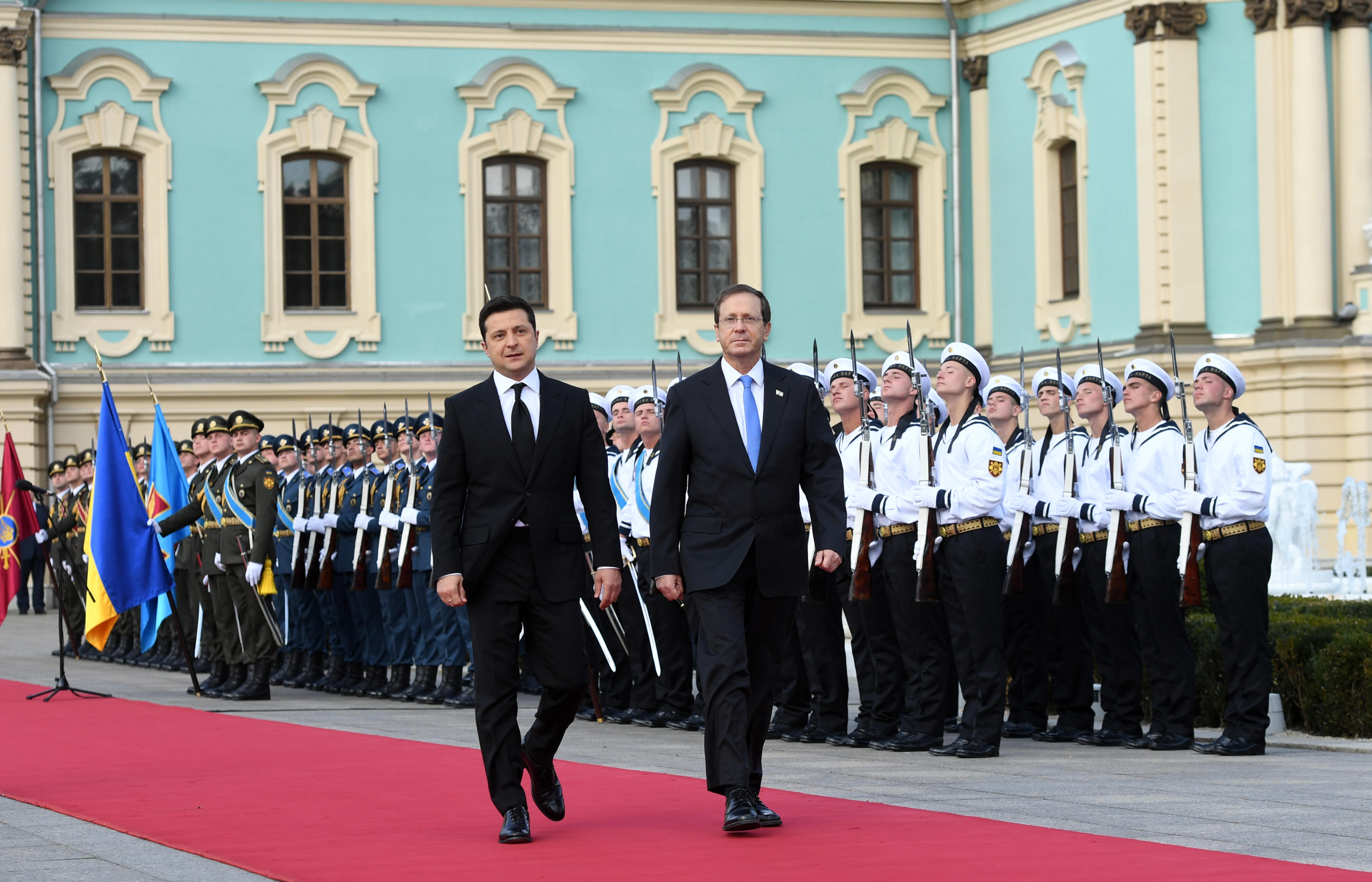
Візит Іцхака Герцоґа в Україну, жовтень 2021 року.

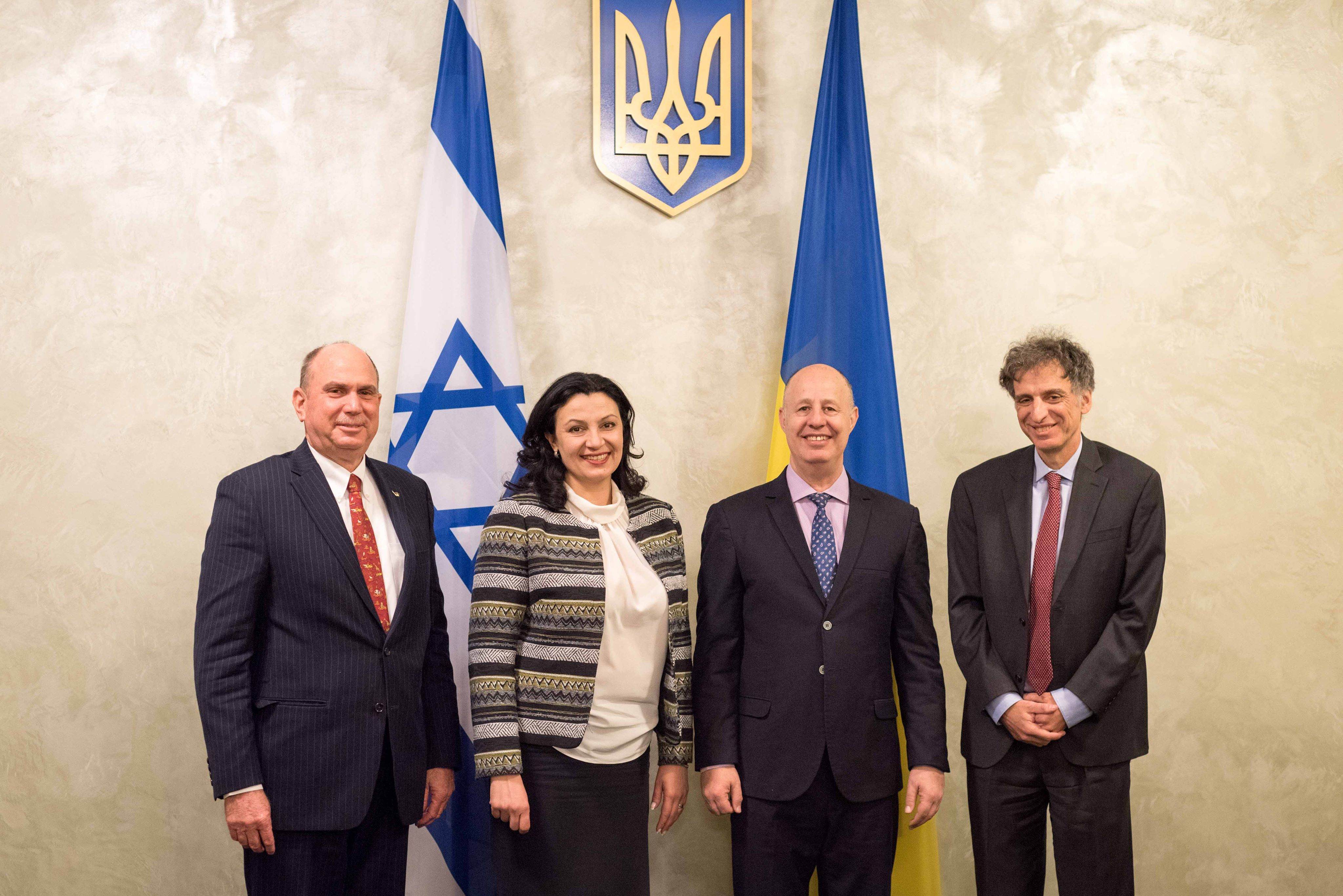
Віцепрем'єр-міністр з питань європейської та євроатлантичної інтеграції України Іванна Климпуш-Цинцадзе з Міністром із регіональної співпраці Ізраїлю Цахі Ханегбі

Ізраїль визнав незалежність України 25 грудня 1991. Дипломатичні відносини між двома країнами встановлено 26 грудня того ж року. Посольство України в Тель-Авіві відкрито в жовтні 1992, а Посольство Ізраїлю в Києві відкрито на початку 1993.
21 січня 2019 Україна та Ізраїль підписали Угоду про зону вільної торгівлі.

## Політичні відносини між Україною та Ізраїлем

### Історія двосторонніх відносин
Незважаючи на те, що Україна та Ізраїль є відносно молодими державами, історія відносин між українським і єврейським народами налічує не одне століття.
Починаючи з XI століття, зв'язки між Україною і тодішньою Палестиною розвивалися на релігійній основі. На Святій Землі в XI—XII ст. перебували паломники ігумен Данило та ігумен Варлаам. Після Першої світової війни в Палестині виникла перша українська колонія, яка збільшилася в роки Другої світової війни за рахунок українців з польського військового корпусу.
У 1942—1948 рр. у Палестині існувала громада українців, яку очолював полковник Базилевський і до якої входили кілька десятків осіб. За її ініціативою у 1947 році в Єрусалимі на Оливовій горі у соборі «Патер Ностер» освятили плиту з україномовним текстом молитви «Отче наш».
З іншого боку, євреї впродовж століть проживали в Україні. Тут народилися видатні твори єврейської літератури, філософії та юдаїзму; з Україною пов'язані імена багатьох діячів, які зробили значний внесок у становлення і розвиток Ізраїлю, зокрема прем'єр-міністрів Г. Меїр і Л. Ешколь.
В історичних долях українського і єврейського народів є багато спільного: українці, як і євреї, впродовж століть були позбавлені можливості створити власну державу, були розсіяні по багатьох країнах світу, зазнали жахливих втрат під час сталінських репресій та Другої світової війни.

#### Після здобуття незалежності
Однак часи змінилися, і наприкінці 1940-х років Україна як одна з засновниць ООН активно підтримала прагнення єврейського народу втілити свою мрію і на землі предків відродити власну державу. А коли 1 грудня 1991 року більшість населення, в тому числі євреї, які проживали в Україні, проголосувала за її незалежність, Ізраїль був серед перших країн, які визнали суверенну українську державу.
Першим візитом глави української держави до Ізраїлю став візит Л. М. Кравчука 11—13 січня 1993 року.
Державний візит до Ізраїлю у 1996 році Президента України Л. Д. Кучми заклав підвалини двостороннього політичного діалогу держав на найвищому рівні. В ході візиту підписали «Спільну декларацію про поглиблення і подальший розвиток взаємовідносин, партнерства і співробітництва між Україною і Ізраїлем».
У 2001 році відбувся офіційний візит до України Президента Ізраїлю Моше Кацава.
Після одинадцятирічної перерви в листопаді 2007 року відбувся державний візит Президента України В. А. Ющенка до Ізраїлю.
З 2010 політичні відносини між Україною та Ізраїлем помітно активізувалися.
У 2010 встановлено персональні контакти між Президентом України В. Януковичем і Президентом Ізраїлю Ш. Пересом. Досягнуто прогресу в реалізації зовнішньополітичних ініціатив, що тривалий час перебували на порядку денному українсько-ізраїльських відносин.
23—26 листопада 2010 відбувся державний візит Президента Ізраїлю Шимона Переса до України.
У відповідь 30 листопада — 1 грудня 2011 року Президент України В. Ф. Янукович здійснив державний візит до Ізраїлю. Візит відбувся в контексті відзначення у грудні 2011 року двадцятої річниці встановлення дипломатичних відносин між Україною та Ізраїлем.
У 2011 та 2013 роках Шимон Перес брав участь у щорічній зустрічі Ялтинська європейська стратегія «Yes». У ході згаданих форумів відбулися зустрічі між українським та ізраїльським президентами.
Поновлено також контакти на рівні керівників урядів двох держав. Прем'єр-міністр України Микола Азаров 14—16 березня 2011 здійснив офіційний візит до Ізраїлю.
Відбуваються інтенсивні контакти на рівні керівників зовнішньополітичних відомств двох країн.
2—4 жовтня 2011 року віцепрем'єр-міністр, міністр закордонних справ Держави Ізраїль Авігдор Ліберман очолив представницьку ізраїльську урядову делегацію з метою участі у заходах вшанування пам'яті загиблих під час трагічних подій у Бабиному Яру 70 років тому в Україні.
Своєю чергою міністр закордонних справ України Костянтин Грищенко здійснив робочий візит до Ізраїлю 11—14 листопада 2011
року, під час якого підписано План політичних консультацій на 2012 рік.
12—14 липня 2012 р. відбувся офіційний візит віцепрем'єр-міністра, міністра закордонних справ Ізраїлю А. Лібермана
до України, який у ході свого візиту відвідав Вінницю та Ялту.
28 вересня 2012 в рамках 67-ї сесії ГА ООН у Нью-Йорку відбулася зустріч міністра закордонних справ України К. Грищенка з віцепрем'єр-міністром, міністром закордонних справ Ізраїлю А. Ліберманом, під час якої підписано Угоду між Україною та Ізраїлем про соціальне забезпечення та Адміністративну домовленість щодо застосування зазначеної Угоди. Таким чином, Україна та Держава Ізраїль узгодили спільні позиції та вийшли на компроміс з найбільш проблемного питання українсько-ізраїльського співробітництва, яке понад 20 років потребувало врегулювання.
24—28 квітня 2013 року з візитом в Україні перебував т.в.о. міністра закордонних справ Ізраїлю З. Елькін. Він також відвідав
Харків, у якому народився. Заступник міністра закордонних справ Ізраїлю З. Елькін вдруге протягом 2013 року відвідав Україну в рамках участі у 20-му Міністерському засіданні ОБСЄ, яке проходило в Києві 5—6 грудня.
17—19 червня 2013 року віцепрем'єр-міністр України К. Грищенко здійснив робочий візит до Ізраїлю, де взяв участь у роботі ізраїльської президентської конференції «Назустріч майбутньому 2013: людський фактор при формуванні майбутнього».
22—23 жовтня 2014 року міністр закордонних справ України П. А. Клімкін здійснив візит до Ізраїлю, у ході якого провів зустрічі з Прем'єр-міністром Ізраїлю Б. Нетаньягу, міністром закордонних справ Ізраїлю А. Ліберманом, Спікером Кнесету Ю. Едельштейном, Головою Комісії Кнесету з питань закордонних справ та оборони З. Елькіним.
Вагомою подією у двосторонніх відносинах стало підписання Угоди про безвізові поїздки громадян України та Ізраїлю. 9 лютого 2011 року запроваджено безвізовий режим між Україною та Ізраїлем.
Двостороння торгівля між Україною та Ізраїлем має хороші перспективи до зростання.
Україна щороку зберігає позитивне сальдо зовнішньої торгівлі з Ізраїлем.
У 2013 р. проведено чергове Восьме засідання Міжурядової українсько-ізраїльської Комісії з торгівлі та економічного співробітництва (27 листопада 2013 р., м. Єрусалим) та підписано відповідний Протокол. Українську делегацію очолив віцепрем'єр-міністр України К. Грищенко.
З України до Ізраїлю традиційно експортуються чорні метали, зернові, хімічна продукція, харчові продукти тощо. Основними товарними позиціями ізраїльського експорту до України є гума та пластмаси, хімічна і сільськогосподарська продукція, дорогоцінне каміння, машини та устаткування.
Починаючи з 1994 року, у Верховній Раді та Кнесеті діють парламентські асоціації дружби «Україна — Ізраїль» та «Ізраїль — Україна».
В Ізраїлі проживає понад 500 тис. вихідців з України, більшість яких переїхала на землю своїх предків у 1990-х роках; у країні нараховується близько тридцяти земляцьких об'єднань євреїв — вихідців з України.
Серед тих, хто переїхав до Ізраїлю, приблизно 35 000 етнічних українців — членів змішаних сімей, які є громадянами Ізраїлю і постійно проживають на території Ізраїлю.
Подальший розвиток українсько-ізраїльських відносин, в яких важливе місце посідає «людський фактор», має широкі перспективи. Цьому сприяє не лише взаємна зацікавленість керівництва обох держав, але і значні можливості двостороннього співробітництва в торговельно-економічній, науково-технічній, культурній та гуманітарній сферах.

### Політичне співробітництво, зустрічі, візити

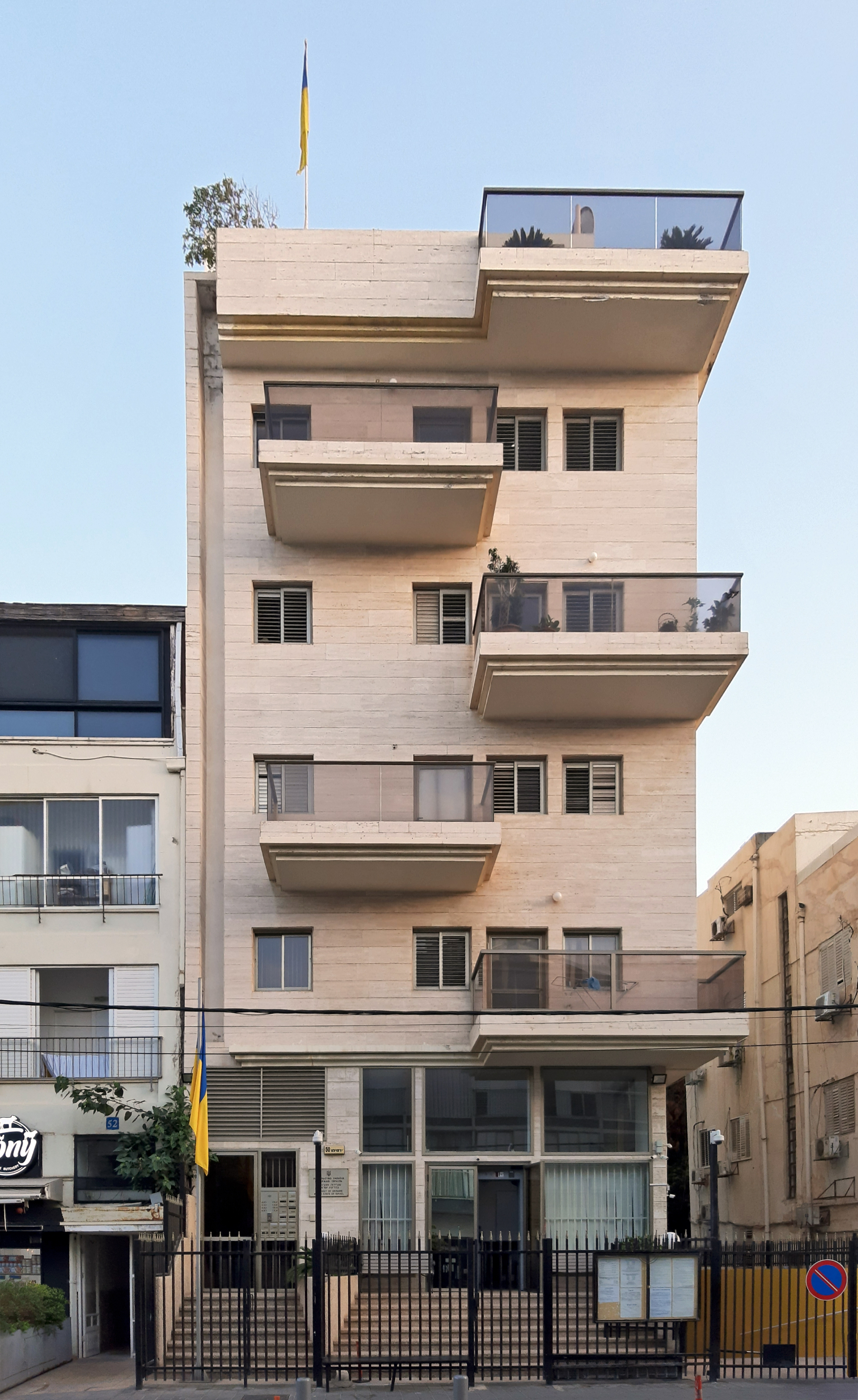
Посольство України в Ізраїлі

#### На рівні глав держав
- 19 серпня 2019-го — прем'єр-міністр Ізраїлю Біньямін Нетаньягу відвідав Київ, де зустрівся з президентом Зеленським[2]
- 20 вересня 2013 року Президент Ізраїлю Ш. Перес взяв участь у 10-ій щорічній зустрічі Ялтинська європейська стратегія «Yes», що проходила в Ялті.
- 30 листопада — 1 грудня 2011 року відбувся державний візит Президента України Віктора Януковича до Ізраїлю.
- 15-16 вересня 2011 року Перес взяв участь у 8-мій Ялтинській щорічній зустрічі Україна та Світ: спільні виклики, спільне майбутнє «Yes», що відбулася у Ялті.
- 23-26 листопада 2010 року — державний візит Президента Ізраїлю Ш. Переса до України.
- 22 вересня 2010 року — відбулася зустріч Президента України В.Януковича з Президентом Ізраїлю Ш.Пересом у ході засідання Генеральної Асамблеї ООН.
- 13 травня 2008 року Президент України Віктор Ющенко відвідав Ізраїль з робочим візитом.
- 13-15 листопада 2007 року відбувся державний візит Президента України В. Ющенка до Ізраїлю.
- У вересні 2006 року Президент України В. Ющенко вдруге зустрівся з Президентом Ізраїлю М.Кацавом в ході міжнародного форуму з вшанування пам‘яті жертв трагедії в Бабиному Яру в Києві.
- У лютому 2005 року відбулася перша зустріч новообраного Президента України В. Ющенка з Президентом Ізраїлю Моше Кацавом в Польщі в рамках вшанування 60-ї річниці визволення концентраційного табору «Освенцем».
- У січні 2001 року — візит до України Президента Ізраїлю Моше Кацава.
- 5-9 січня 2000 року відбувся другий візит Кучми до Ізраїлю в рамках святкування 2000-річчя Різдва Христового.
- 24-26 листопада 1996 року — державний візит до Ізраїлю Президента України Леоніда Кучми.
- 11-13 січня 1993 року — візит до Ізраїлю Президента України Леоніда Кравчука.

#### На міжпарламентському рівні
- 19-20 січня 2004 року — в Ізраїлі з офіційним візитом перебувала делегація Верховної Ради України на чолі з Головою ВРУ В. М. Литвином.
- 27 жовтня — 3 листопада 1993 року з візитом в Ізраїлі перебував Голова Верховної Ради України І.Плющ.
- 14-17 червня 1993 року Україну відвідав голова ізраїльського парламенту (Кнесету) Ш. Вайс.

#### На рівні глав урядів
- 26-27 листопада 2013 року Віце-прем'єр-міністр Грищенко здійснив візит до Ізраїлю та очолив українську урядову делегацію під час восьмого спільного засідання Міжурядової українсько-ізраїльської комісії з питань торгівлі та економічного співробітництва.
- 17-19 червня 2013 року Віце-прем'єр-міністр України К. І. Грищенко здійснив робочий візит до Ізраїлю.
- У березні 2011 р. — Прем'єр-міністр України Азаров здійснив офіційний візит до Ізраїлю.
- У вересні 2004 року — здійснено робочий візит Прем'єр-міністра України Януковича до Ізраїлю.
- У березні 1999 року — Прем'єр-міністр Ізраїлю Нетаніягу здійснив робочий візит до України.
- У вересні 1995 року відбувся візит до України Прем'єр-міністра Ізраїлю І.Рабина.

#### На рівні керівників зовнішньополітичних відомств
- 22-23 жовтня 2014 року Міністр МЗС Клімкін здійснив візит до Ізраїлю.
- 4-6 грудня 2013 року Заступник міністра закордонних справ Ізраїлю З.Елькін здійснив візит до України, де зустрівся з Міністром закордонних справ України Л. О. Кожарою та взяв участь у ювілейному 20-му Міністерському засіданні ОБСЄ.
- 24-28 квітня 2013 року відбувся візит в Україну в.о. міністра закордонних справ Ізраїлю З.Елькіна, який відвідав також Харків.
- 28 вересня 2012 року у м. Нью-Йорк в рамках участі у 67-й сесії ГА ООН відбулася зустріч між Міністром МЗС Грищенком та Віце-прем'єр-міністром, Міністром закордонних справ Ізраїлю Ліберманом.
- 12-14 липня 2012 відбувся офіційний візит Віце-прем'єр-міністра, Міністра закордонних справ Ізраїлю А.Лібермана до України, який у ході свого візиту відвідав Вінницю та Ялту.
- 30 листопада — 1 грудня 2011 року Міністр закордонних справ України К. І. Грищенко супроводжував Президента України В. Ф. Януковича під час його державного візиту до Ізраїлю.
- 11-14 листопада 2011 Міністр закордонних справ України К. І. Грищенко здійснив робочий візит до Ізраїлю.
- 2-4 жовтня 2011 Віце-прем'єр-міністр, Міністр закордонних справ Ізраїлю А. Ліберман очолив представницьку ізраїльську урядову делегацію з метою участі у заходах щодо вшанування пам'яті загиблих під час трагічних подій у Бабиному Ярі 70 років тому в Україні.
- 24-26 листопада 2010 Міністр закордонних справ Ізраїлю А. Ліберман супроводжував Президента Ізраїлю Ш. Переса під час його офіційного візиту до України.
- 21-22 липня 2010 року — офіційний візит Міністра закордонних справ України К. Грищенка до Ізраїлю.
- 25-28 лютого 2010 року — участь Віце-прем'єр-міністра, міністра закордонних справ Ізраїлю А. Лібермана в церемонії інавгурації новообраного Президента Януковича в Києві.
- 5-9 грудня 2009 року — офіційний візит Віце-прем'єр-міністра, Міністра закордонних справ Ізраїлю А.Лібермана в Україну.
- 11-13 липня 2004 року — Міністр закордонних справ України К.Грищенко здійснив офіційний візит до Ізраїлю.
- 26-27 грудня 2001 року — візит Першого віце-прем'єр міністра, міністра закордонних справ Ізраїлю Ш.Переса до України.
- 10-12 липня 1995 року в Ізраїлі з візитом перебувала урядова делегація на чолі з Міністром закордонних справ України Г.Удовенком.
- 15-16 червня 1994 року Україну відвідав Міністр закордонних справ Ізраїлю Ш.Перес.

## Договірно-правова база між Україною та Ізраїлем
1. Меморандум про взаєморозуміння та основні принципи співробітництва від 12.01.1993 р.
2. Угода між Урядом України та Урядом Ізраїлю про повітряне сполучення від 12.01.1993 р.
3. Угода між Урядом України та Урядом Ізраїлю про співробітництво у галузі сільського господарства від 12.01.1993 р.
4. Угода про співробітництво у сфері попередження злочинів і в правоохоронній діяльності між Урядом України та Урядом Ізраїлю від 16.06.1994 р.
5. Угода між Урядом України та Урядом Ізраїлю про торгівлю та економічне співробітництво від 11.07.1995 р.
6. Угода між Урядом України та Урядом Ізраїлю щодо взаємної допомоги у митних питаннях від 25.11.1996 р.
7. Угода про співробітництво у галузі освіти між Кабінетом Міністрів України та Урядом Ізраїлю від 09.04.2000 р.
8. Конвенція між Урядом України та Урядом Ізраїлю про уникнення подвійного оподаткування та запобігання податковим ухиленням стосовно податків на доходи та капітал від 26.11.2003 р.
9. Угода між Урядом України та Урядом Ізраїлю про співробітництво у сфері стандартизації, метрології та оцінки відповідності від 04.09.2007
10. Угода між Кабінетом Міністрів України та Урядом Ізраїлю про відмову від візових вимог при взаємних поїздках громадян України і громадян Ізраїлю від 21.07.2010 р. (набула чинності 09 лютого 2011 року).
11. Угода між Кабінетом Міністрів України та Урядом Ізраїлю про відмову від візових вимог для осіб, які користуються паспортами громадянина або службовими паспортами України та Ізраїлю від 15.09.2010
12. Угода про співробітництво між Державною архівною службою України та Національним Меморіалом Катастрофи і Героїзму Яд Вашем (Держава Ізраїль) від 15.12.2011
13. Угода про співробітництво між Службою безпеки України та Національним меморіалом катастрофи й героїзму «Яд Вашем» Ізраїлю від 22.02.2011
14. Угода між Кабінетом Міністрів України та Урядом Ізраїлю про сприяння та взаємний захист інвестицій від 24.11.2010 р. (ратифіковано ВРУ 01.06.2011 р.).

Незважаючи на географічну віддаленість двох країн, Україна та Ізраїль підтримують динамічні та різнопланові контакти, регулярно організовуються двосторонні зустрічі та офіційні візити, результати яких закріплюються підписанням відповідних двосторонніх угод та домовленостей.
Договірно-правова база українсько-ізраїльських відносин почала стрімко розвиватися з моменту укладення 12 січня 1993 р. Меморандуму про взаєморозуміння та основні принципи співробітництва. Сьогодні вона налічує низку чинних міждержавних, міжурядових та міжвідомчих двосторонніх документів, які регламентують діяльність у політичній, економічній, науково-технічній, військовій, культурно-гуманітарній сфері, а також стосуються консульських зносин, правоохоронних та митних питань, освіти, зв'язку, сільського господарства, охорони довкілля тощо.
Основними здобутками відносин в економічній сфері є збереження тенденції до зростання двосторонньої торгівлі, а також підтримка взаємновизначеного курсу на створення зони вільної торгівлі. Основоположними документами у цій сфері є Угода між Урядом України та Урядом Ізраїлю про торгівлю та економічне співробітництво від 11.07.1995 р., а також Конвенція між Урядом України і Урядом Ізраїлю про уникнення подвійного оподаткування та запобігання податковим ухиленням стосовно податків на доходи та капітал від 26.11.2003 р.
У 2010 році під час державного візиту до України президента Ізраїлю Ш. Переса підписано Угоду між Кабінетом Міністрів України та Урядом Ізраїлю про взаємне сприяння та захист інвестицій (24.11.2010 р.). Ратифіковано ВРУ 01.06.2011 р.
Крім того, у 2010 році договірно-правова база українсько-ізраїльських відносин поповнилася також під час офіційного візиту Міністра закордонних справ України К. І. Грищенка до Ізраїлю 21—22 липня 2010 р., у ході якого підписано Угоду між Кабінетом Міністрів України та Урядом Ізраїлю про відмову від візових вимог для осіб, які користуються паспортами громадянина або службовими паспортами України та Ізраїлю. 9 лютого 2011 року вказана угода набрала чинності.
Протягом останнього часу нового виміру набирає співробітництво у культурно-гуманітарній галузі, де особлива увага надається питанням взаємного збереження та вшанування культурних та історичних пам'яток, а також мистецького надбання. Базовим документом в цих питаннях слугує Протокол спеціальних заходів у галузі освіти на виконання Угоди між Урядом України і Урядом Ізраїлю про співробітництво у галузі культури і освіти від 16.06.1994 р.
Наразі готується до підписання низка договірних актів, що мають активізувати й інші напрямки двосторонньої українсько-ізраїльської взаємодії.
1 серпня 2018 року Україна та Ізраїль завершили юридичну перевірку тексту проєкту Угоди про вільну торгівлю.

## Торговельно-економічне співробітництво між Ізраїлем та Україною
Двосторонній товарообіг за 9 місяців 2014 року — 695,547 млн дол. США
Сальдо — позитивне для України, 172,193 млн дол. США
Зовнішня торгівля товарами
|         | Експорт тис.дол. США | Імпорт тис.дол. США | Сальдо   |
| 2014 р. | 433870,3             | 261676,7            | 172193,6 |
| 2013 р. | 701825,5             | 323165,9            | 378659,6 |
| 2012 р. | 796370,2             | 266790,4            | 529579,8 |

Динаміка експорту-імпорту послуг (2010—2013) тис. дол. США
| Експорт | Експорт  | Експорт  | Експорт  | Імпорт  | Імпорт  | Імпорт  | Імпорт  |
| 2010    | 2011     | 2012     | 2013     | 2010    | 2011    | 2012    | 2013    |
| 64499,8 | 110536,1 | 126382,2 | 141786,7 | 28688,0 | 99602,0 | 98124,4 | 47263,7 |

Починаючи від 1994 року (з перервами) діє Торгово-промислова палата Ізраїль-Україна.

## Культурно-гуманітарне співробітництво
Важливою передумовою розвитку культурно-гуманітарного співробітництва між Україною та Ізраїлем є присутність в Ізраїлі приблизно 500-тисячної громади вихідців з України, в тому числі декількох десятків тисяч етнічних українців. Суттєву роль у цьому процесі відіграє також те, що в Україні налічується більше, ніж 100-тисячна єврейська громада.
Для Ізраїлю значний інтерес в Україні становлять місця, де народилися і проживали видатні єврейські релігійні та культурні діячі, і які щорічно прагнуть відвідати тисячі прочан та туристів з Ізраїлю, зокрема, могили цадиків Нахмана у м. Умань та Шнауера Залмана у м. Гадяч Полтавської області, а також рабина Шапіро Рабіновича в м. Мукачів.
Ізраїльтяни відвідують і інші місця, пов'язані з єврейською історією і культурою в Україні. До них належать, наприклад, будинок у м. Дрогобич, де мешкав видатний художник та письменник середини ХХ сторіччя єврейської національності Б.Шульц, будинок у м. Рівне, де мешкала мати популярного ізраїльського письменника Амоса Оза і який описаний в одній з його книг, місце, де народився та провів дитинство ізраїльський письменник, лауреат Нобелівської премії Шай Агнон у Бучачі.
В Ізраїлі зберігається інтерес до української культури та мови, передусім з боку вихідців з України. У країні проживає низка письменників, які пишуть українською мовою та час від часу влаштовують літературні вечори. Окремі вищі навчальні заклади мають у своєму штаті науковців, які займаються українською проблематикою.
З метою забезпечення культурних та духовних потреб української громади, Посольство України приділяє значну увагу підтримці діяльності Товариства «Українці в Ізраїлї», Всеізраїльського об'єднання вихідців з України, Товариства дружби та співробітництва між єврейським та українським народами, а також Спілки українських письменників Ізраїлю. Існування цих організацій сприяє культурно-гуманітарним зв'язкам між двома державами, збереженню і поширенню української культури та мови на території Ізраїлю.
Відслідковується тенденція до набуття більшої інтенсивності культурно-гуманітарних контактів України та Ізраїлю у сфері міжрегіонального співробітництва.
З 30 жовтня 2012 р. у м. Бат-Ям діє Український Культурний Центр в Ізраїлі.
Робота  Центру покликана розширити культурну присутність України в Ізраїлю та активізувати українське культурне
життя в країні. УКЦ займається організацією та проведенням різного роду творчих, мистецьких, освітніх заходів. До роботи Центру залучені організації вихідців з України, творча інтелігенція, митці.  
В УКЦ, на регулярній основі, відбуваються зустрічі в рамках Інституту  Ліги Культури та соціальної співдружності, присвячені життю, творчості та спадщині Реріхів; лекції з історії України та Держави Ізраїль; «Музичні вітальні», у яких розповідається про сучасну українську музику. З жовтня 2013 р. в УКЦ діють курси української мови, на яких слухачів знайомлять також з українською літературою та культурою.
Щотижня у Центрі проходять творчі вечори цікавих і талановитих людей — вихідців з України, виступають творчі колективи, відбуваються виставки картин та фотографій.   
Інститут юдаїки. Інститут юдаїки — громадська організація, що створена ініціативною групою з метою вивчати i популяризувати минуле та сучасне життя єврейської громади України, та спеціалізується в організації та проведенні досліджень та координації діяльності вчених у вивченні єврейської історії та культури в Україні.
Інститут створено після трагічних десятиліть більшовицьких репресій, гітлерівського геноциду євреїв та заборони юдаїстичних досліджень.
У програмі Інституту близько 30 проєктів. Серед них ряд дослідницьких проєктів, масштабна історико-архівна програма, вивчення усної історії, інтегральні проєкти, такі як створення Енциклопедії «Українське єврейство», концептуальні тематичні експозиції тощо.
В рамках програми збереження єврейської культурної спадщини був створений та постійно поповнюється архів інституту, який включає унікальні особисті та громадські документи, особисті архіви письменників, художників, діячів єврейської культури України, фотографії, художні твори, книги та багато інших матеріалів, що зібрані та збережені співробітниками інституту.
Ведеться також велика видавнича робота. За час існування інститутом було видано більш ніж 50 книг по історії та культурі євреїв на території Украйни та за її межами. Регулярні видання інституту — літературно-публіцистичний альманах «Єгупець» та єврейські арткалендарі.
Інститут також реалізує соціологічні, політологічні програми (моніторинги), проводить велику громадську роботу, організовує художні виставки, семінари, лекторії, щорічний фестиваль єврейського кіно, та т.і.
Важливою частиною роботи інституту є проведення щорічної міжнародної конференції «Єврейська історія та культура в країнах Центральної та Східної Європи». У конференції беруть участь дослідники юдаїки з різних міст України, з Росії, Ізраїлю Америки, Польщі та інших країн. Щорічно видається збірка матеріалів конференції.